# Francis Hoenselaar
Francisca (Francis) Hoenselaar (Rotterdam, 15 januari 1965) is een Nederlands voormalig dartsspeelster. Haar bijnaam luidt The Dutch Crown. Ze kwam op met het nummer Zomer van André Hazes, die haar enkele jaren gesponsord heeft. In 2009 won zij het BDO World Darts Championship. Daarnaast is Hoenselaar enkelvoudig World Cup-kampioene singles bij de WDF (World Darts Federation), drievoudig Europe Cup-kampioene singles bij de WDF en vijftienvoudig Nederlands kampioene. Tevens won zij zevenmaal het Dutch Open, eenmaal de European Grand Masters (voorloper Zuiderduin Masters) in 1995, driemaal de Winmau World Masters (1999, 2006, 2008) en in 2004 de Bavaria World Darts Trophy.
Hoenselaar begon op zeventienjarige leeftijd met darten en heeft sindsdien vele tientallen toernooien op haar palmares geschreven. Tevens stond ze drie jaar lang op de eerste plaats in de rankings van het damesdarten, van 2001 tot en met 2003, boven haar eeuwige rivale Trina Gulliver. Hoewel ze zes van de acht Lakeside-finales haalde (in 2002, 2004, 2005, 2006, 2007, 2009), wist ze in de eerste vijf keer nooit de toenmalige zevenvoudig wereldkampioene Gulliver te kloppen.
Op 9 januari 2009 wist ze voor het eerst Gulliver te verslaan in de WK-finale. Zodoende werd Hoenselaar de eerste Nederlandse BDO-wereldkampioene darts. Ze versloeg Gulliver met 2–1 in sets.
In 2014 maakte Hoenselaar bekend definitief te stoppen met darts.

## Gespeelde WK-finales (Embassy/Lakeside)
- 2002: Trina Gulliver - Francis Hoenselaar 2–1
- 2004: Trina Gulliver - Francis Hoenselaar 2–0
- 2005: Trina Gulliver - Francis Hoenselaar 2–0
- 2006: Trina Gulliver - Francis Hoenselaar 2–0
- 2007: Trina Gulliver - Francis Hoenselaar 2–1
- 2009: Francis Hoenselaar - Trina Gulliver 2–1

## Voornaamste overige prestaties
- 15x Nederlands Kampioen
- 11x Open Antwerpen (België) (1994-1995-1996-1999-2001-2002-2003-2004-2006-2007-2011)
- 8x Primus Masters (België)
- 7x Open Nederland (1995-1996-1997-1998-2000-2002-2004)
- 6x Open Noorwegen (1995-1997-1998-2002-2003-2006)
- 6x Open Zwitserland (1994-1995-2001-2003-2004-2005)
- 5x Open België (1993-1995-1997-1998-2002)
- 5x Open Denemarken (1996-1997-1998-2000-2002)
- 5x Open Duitsland (1996-1999-2001-2002-2004)
- 4x Open Finland (1997-1998-2003-2005)
- 4x Open Frankrijk (1996-1997-1998-2006)
- 4x EDC Spring Cup (1991-1994-2001-2002)
- 3x WDF Europe Cup Singles (1996-2004-2010)
- 2x WDF Europe Cup Pairs (met Karin Krappen) (2000-2002)
- 2x Europees Kampioene Overall Klassement (2000-2002)
- 3x Winmau World Masters (1999-2006-2008)
- 2x British Open (1994-1996)
- 2x Open England (1999-2005)
- 2x Open Zweden (1996-2001)
- 2x Golden Harvest Cup (1999-2003)
- 1x World Darts Trophy (2004)
- 1x Dutch Grand Masters (1995)
- 1x Open Wales (1998)
- 1x WDF World Cup Singles (2001)
- 2x WDF World Cup Pairs (met Valerie Maytum) (1993) (met Mieke de Boer) (2001)
- 1x Wereldkampioene Overall Klassement (2001)
- Drie jaar lang nummer 1 van de wereld

## Resultaten op wereldkampioenschappen

### BDO World Darts Championship
- 2001: Halve finale (verloren van Mandy Solomons met 1–2)
- 2002: Runner-up (verloren van Trina Gulliver met 1–2)
- 2003: Halve finale (verloren van Anne Kirk met 0–2)
- 2004: Runner-up (verloren van Trina Gulliver met 0–2)
- 2005: Runner-up (verloren van Trina Gulliver met 0–2)
- 2006: Runner-up (verloren van Trina Gulliver met 0–2)
- 2007: Runner-up (verloren van Trina Gulliver met 1–2)
- 2008: Kwartfinale (verloren van Stephanie Smee met 0–2)
- 2009: Winnaar (gewonnen in de finale van Trina Gulliver met 2–1)
- 2010: Kwartfinale (verloren van Trina Gulliver met 0–2)

### WDF World Cup
- 1991: Halve finale (verloren van Jill MacDonald met 2–4)
- 1993: Laatste 16 (verloren van Sharon O'Brien met 1–4)
- 1995: Runner-up (verloren van Mandy Solomons met 3–4)
- 1999: Runner-up (verloren van Trina Gulliver met 3–4)
- 2001: Winnaar (gewonnen in de finale van Mieke de Boer met 4–2)
- 2003: Halve finale (verloren van Carina Ekberg met 1–4)
- 2005: Laatste 64 (verloren van Hege Løkken met 2–4)
- 2007: Laatste 16 (verloren van Julie Gore met 2–4)
- 2009: Laatste 32 (verloren van Karen Lawman met 1–4)
- 2011: Voorronde (verloren van Marene Westermann met 0–4)

## Trivia
- Sinds 2020 was Hoenselaar regelmatig aanwezig in het tv-programma RTL 7 Darts als analist.